# 전색맹
전색맹(全色盲) 또는 완전색맹은 인간이 색을 구별할 수 있는 능력이 없는 단색형 색각을 갖는 경우이다. 이것은 색맹의 일부로, 다른 색맹과 달리 색을 전혀 구별할 수 없다. 시력도 다른 색맹과는 달리 최고 교정시력이 0.1 정도로 매우 떨어지는 편이다.

## 원인
눈에는 원추 세포와 간상 세포라는 두 종류의 수용체가 있으며, 각각의 원추세포는 다른 색을 수용한다. 일반적인 경우는 원추세포 자체가 망막에서 결핍된 경우이다.

## 같이 보기
- 색각 이상
- 단색형 색각